# Villel de Mesa
Villel de Mesa là một đô thị trong tỉnh Guadalajara, Castile-La Mancha, Tây Ban Nha.
Dân số 249 người, Villel de Mesa là làng trung tâm ở Thung lũng Mesa trong tỉnh Guadalajara. 